# 陆百甫
陆百甫（1936年4月18日—），男，浙江镇海人，中华人民共和国政治人物、金融学家，曾任国务院发展研究中心副主任，第九、十届全国人大代表。